# Đại học Công nghệ Nanyang
Đại học Công nghệ Nanyang, thường được gọi tắt là NTU, là một trong 6 trường đại học công lập tại Singapore. Đây là một trong số ít những trường đại học danh tiếng thế giới có khuôn viên ở tại Đông Nam Á. Năm 2020, trường đứng thứ 11 trong bảng xếp hạng các trường đại học danh tiếng nhất trên thế giới và đứng thứ 4 về nhóm ngành kỹ thuật, công nghệ thông tin theo bảng xếp hạng Bảng xếp hạng đại học thế giới QS. Trường có khuôn viên trải dài trên diện tích 2 km² (200 ha), gồm 24.579 sinh viên đại học, 7.767 sinh viên sau đại học và đội ngũ giảng viên gồm 3.846 người.

## Lịch sử hình thành

### Đại học Nanyang (1955–1980)
Năm 1955, trước khi Singapore độc lập khỏi Anh, Đại học Nanyang được thành lập ở phía nam của khuôn viên Đại học Công nghệ Nanyang hiện tại (mà bây giờ là Vườn Vân Nam -  Yunnan Garden). Toà nhà hành chính của đại học Nanyang cũ hiện tại là nơi toạ lạc của Chinese Heritage Centre, một di sản quốc gia.

### Viện Công nghệ Nanyang (1981–1991)
Năm 1980, Đại học Nanyang sát nhập với Đại học Singapore để thành lập Đại học Quốc gia Singapore. Ngày 1 tháng 8 năm 1981, Viện Công nghệ Nanyang được thành lập để tiếp quản khuôn viên Đại học Nanyang và đào tạo 3/4 kỹ sư của Singapore thời bấy giờ .
Khi NTI bắt đầu vào năm 1982, trường có tổng số sinh viên là 582 với ba ngành kỹ thuật dân dụng và kết cấu, điện và điện tử, cơ khí và kỹ thuật sản xuất. Đến năm 1990, số lượng sinh viên đại học của viện đã tăng lên 6.832, hai nghiên cứu sinh đầu tiên được nhận vào năm 1986.
Sau đó, trường đã mở thêm ba viện đào tạo kỹ sư, một viện đào tạo khoa học ứng dụng, Trường Kế toán của Đại học Quốc gia Singapore cũng được chuyển giao cho NTI quản lý kể từ năm 1987. Năm 1990, chính phủ Singapore ra quyết định hợp nhất Viện đào tạo Giáo dục (Institute of Education) và Trường Cao đẳng Giáo dục thể chất để thành lập Viện đào tạo Giáo dục Quốc Gia, đây cũng sẽ là phân viện thuộc quản lý của NTU khi NTU được thành lập vào năm 1991.

### Đại học Công nghệ Nanyang (1991 - hiện tại)
Năm 1991, NTI sát nhập với Viện đào tạo Giáo dục Quốc Gia (National Institute of Education - NIE) để thành lập Đại học Công nghệ Nanyang. Các cựu sinh viên của Đại học Nanyang cũ được chuyển đến NTU vào năm 1996. Trước kia, Đại học Công nghệ Nanyang và Đại học Quốc Gia Singapore có cùng quy chế tuyển sinh, sinh viên chỉ cần nộp một đơn đăng ký là có thể sẽ được chấp nhận bởi một trong hai trường đại học. Đến 2004, hai trường được tách biệt hoàn toàn với nhau và tự tổ chức tuyển sinh cho riêng mình.
NTU trở thành đại học công lập tự chủ vào năm 2006 và là một trong hai trường đại học công lập lớn nhất ở Singapore hiện nay (cùng với Đại học Quốc gia Singapore)

## Khuôn viên

### Cảnh quan và kiến trúc
NTU được đánh giá là một trong những đại học có kiến trúc đẹp nhất thế giới với cảnh quan gồm các công trình kiến trúc mang tính chất đặc trưng như toà nhà của Trường Nghệ thuật, Thiết kế và Truyền thông và Khu học tập hình tổ ong (The Hive) cùng với rất nhiều toà nhà mang kiến trúc độc đáo khác . Kể từ khi chưa thành lập, tiền thân của NTU thời bấy giờ là NTI, cũng đã có khuôn viên gồm các toà nhà và toà North Spine được thiết kế bởi kiến trúc sư Nhật Bản nổi tiếng thế giới Tange Kenzou (người đoạt giải Pritzker vào năm 1987). Toà Notrth Spine được chính thức đưa vào sử dụng từ năm 1986. Toà nhà của Trường Nghệ thuật, Thiết kế và Truyền thông, được giới thiệu trên tạp chí Travel + Lesiure được nhà thiết kế người Singapore Lee Cheng Wee thiết kế. Khu học tập hình tổ ong (The Hive), được đề cập trên trang xếp hạng đại học Times Higher Education, cũng được thiết kế bởi nhà thiết kế người Anh nổi tiếng Thomas Heatherwick.

### Vườn Vân Nam
Khuôn viên chính của Đại học Công nghệ Nanyang là Vườn Vân Nam (tiếng Trung: 云南 园) rộng 200ha nằm liền kề với thị trấn Jurong West. Đây là khuôn viên trường đại học lớn nhất ở Singapore gồm 24 ký túc xá cho sinh viên đại học và 2 ký túc xá cho sinh viên sau đại học.
Khuôn viên trường ban đầu do Hiệp hội Hokkien Singapore tặng cho Đại học Nanyang. Năm 1981, khu đất của Đại học Nanyang được cấp cho Học viện Công nghệ Nanyang, một trường cao đẳng kỹ thuật tiếng Anh mới được thành lập. Sự hình thành của NTU là sự sát nhập của NTI với Viện đào tạo Giáo dục Quốc gia (NIE) nên các cơ sở thuộc NTI và NIE nay cũng do NTU quản lý.
Tòa nhà hành chính của Đại học Nanyang trước đây đã được khôi phục lại thành Chinese Heritage Centre và được công nhận là di tích quốc gia vào năm 1998. Năm 2019, Vườn Vân Nam được khởi công cải tạo lại và dự kiến sẽ hoàn thành vào năm 2021 tuy nhiên một số hạng mục đã được mở cửa vào đầu năm 2020. Đài tưởng niệm Đại học Nanyang và toà nhà Đại học Nanyang cũ cũng được công nhận là di tích quốc gia của Singapore vào năm 1998. Bảo tàng Di sản & Nghệ thuật NTU được mở cửa tự do theo Đề án Bảo tàng được phê duyệt của Ủy ban Di sản Quốc gia. Các nhà hảo tâm tặng các tác phẩm nghệ thuật và đồ tạo tác cho NTU sẽ được khấu trừ thuế gấp đôi. Có một hồ nước nhỏ nằm giữa Chinese Heritage Centre và Ký túc xá số 4 được gọi là Hồ Nanyang, chỉ những thành viên của câu lạc bộ câu cá của NTU mới được phép câu cá trong hồ này.
Khuôn viên của trường cũng được sử dụng để làm nơi ở cho các vận động viên tại Thế vận hội Giới trẻ vào năm 2010.

### Khuôn viên Novena
Ngoài khuôn viên chính rộng 2km2 (200ha), NTU còn có một khuôn viên phụ gồm toà nhà Khoa học Lâm sàng cao 20 tầng mới được hoàn thiện vào năm 2016 nằm gần bệnh viên đối tác Tan Tock Seng của Trường Y NTU phục vụ cho công việc giảng dạy và nghiên cứu y khoa với đầy đủ các phòng thí nghiệm và trang thiết bị của trường và bệnh viện đối tác.

### Ký túc xá
NTU có 23 toà ký túc xá, mỗi toà có thể chứa 500 đến 659 sinh viên. Hiện tại các ký túc xá này đang đáp ứng nhu cầu cho hơn 14.000 sinh viên cả trong và ngoài nước. Các ký túc xá đều được trang bị đầy đủ các tiện nghi như máy giặt, tủ lạnh, điều hoà, bếp ăn... Tất cả sinh viên năm đầu và năm hai sẽ đều có thể đăng ký ở ký túc xá và sau đó sẽ phải tham gia các hoạt động ngoại khoá như câu lạc bộ để được đảm bảo quyền ở ký túc xá vào các năm kế tiếp.

### Giao thông
Trong và ngoài khuôn viên trường đều được kết nối với đầy đủ các hệ thống xe buýt và tàu điện ngầm, sinh viên có thể sử dụng hệ thống xe buýt để di chuyển bên trong các toà nhà của trường miễn phí.

## Tổ chức
Đại học Công nghệ Nanyang ban đầu được chia thành nhiều viện và phân viện, mỗi viện tương ứng với các lĩnh vực và ngành nghề nghiên cứu khác nhau. Các viện và phân viện bao gồm Trường Kỹ thuật, Trường Kinh doanh, Trường Khoa học thông tin và Trường Đào tạo Giáo dục Quốc gia
Cho đến nay NTU đã mở thêm một số phân viện mới như Trường khoa học sinh học, Trường Khoa học xã hội và nhân văn, Trường Khoa học Vật lý & Toán học và Viện Nghệ thuật, Thiết kế và Truyền thông. Năm 2013, NTU và Học viện Hoàng Gia Luân Đôn hợp tác thành lập Trường Y Lee Kong Chian ở khuôn viên Novena của NTU. Tháng 10 năm 2016, NTU thông báo rằng Trường Khoa học Xã hội và Nhân văn sẽ được tách thành hai trường riêng biệt, đó là Trường Khoa học Nhân văn và Trường Khoa học Xã hội.
NTU cũng quản lý hai trường đại học trực thuộc là Trường đào tạo Giáo dục Quốc gia và Viện Nghiên cứu Quốc tế S. Rajaratnam.

### Trường Đại học Khoa học xã hội, Nghệ thuật và Nhân văn
Viện Khoa học xã hội, Nghệ thuật và Nhân văn của NTU bao gồm 4 trường:
- Trường khoa học thông tin là viện nghiên cứu về truyền thông và cung cấp các khóa học về Báo chí, Phát thanh, Quảng cáo, Chính sách Truyền thông và Nghiên cứu Thông tin. Viện được thành lập vào năm 1992 nhưng sau đó được đổi tên theo tên của cựu tổng thống Singapore Hoàng Kim Huy vào năm 1995.
- Trường Nghệ thuật, Thiết kế và Truyền thông là trường nghệ thuật chuyên nghiệp đầu tiên của Singapore cung cấp các chương trình đại học cũng như sau đại học về Nghệ thuật, Thiết kế và Truyền thông. Toà nhà chính của trường có kiến trúc rất độc đáo thường xuyên được xuất hiện trên các tờ báo về thiết kế và phương tiện truyền thông trên thế giới.[35] Toà nhà này là sản phẩm của một cuộc thi về thiết kế của Singapore mà người giành giải là nhà thiết kế trẻ nổi tiếng Lee Cheng Wee. Toà nhà Q-Plex ở Thâm Quyến, Trung Quốc cũng là một sản phẩm của Lee Cheng Wee với lối thiết kế tương tự.
- Vào tháng 10 năm 2016, NTU thông báo rằng Viện Khoa học Xã hội và Nhân văn sẽ được tách thành hai trường riêng biệt, đó là Trường Khoa học Nhân văn và Trường Khoa học Xã hội để đáp ứng nhu cầu sinh viên ngày càng tăng của trường.[36]
  - Trường Khoa học Nhân văn cung cấp các chương trình trong nhiều lĩnh vực bao gồm tiếng Trung, Văn học Anh, Lịch sử, Ngôn ngữ học & Nghiên cứu Đa ngôn ngữ và Triết học.
  - Trong khi đó Trường Khoa học Xã hội cung cấp các chương trình về Kinh tế, Tâm lý học, Chính sách Công và Xã hội học.

### Trường Đại học Kỹ thuật và Công nghệ thông tin
Viện Kỹ thuật và Công nghệ thông tin và Viện lớn nhất của NTU. Đây được coi là viện Kỹ thuật lớn nhất trên thế giới với 10.500 sinh viên đại học và 3.500 sinh viên sau đại học, viện cấp chương trình đào tạo cho 6 lĩnh vực chính bao gồm: (1) Hóa học và Y sinh; (2) Dân dụng và Môi trường; (3) Khoa học và Kỹ thuật Máy tính; (4) Điện và Điện tử; (5) Khoa học Vật liệu; (6) Cơ khí và Hàng không vũ trụ. Viện luôn tiên phong trong lĩnh vực công nghệ trên thế giới.

### Trường Đại học Khoa học
Viện bao gồm 3 phân viện nhỏ với đội ngũ 150 giảng viên (hơn 15 trong số đó đến từ Quỹ Nghiên cứu Quốc gia Singapore), 340 nhân viên nghiên cứu, 110 nhân viên hành chính và kỹ thuật, 4.000 sinh viên đại học và 750 sinh viên sau đại học.
- Viện khoa học sinh học được thành lập vào năm 2002 cung cấp nhiều chương trình khác nhau về Khoa học Sinh học, viện có một chương trình cấp bằng kép "Đông gặp Tây" (East meets West) độc đáo và sáng tạo nghiên cứu về việc kết hợp Khoa học Y sinh của phương Tây và Y học Cổ truyền Trung Quốc liên kết với Đại học Y khoa Bắc Kinh ở Trung Quốc. Trường cũng cung cấp chương trình song bằng Khoa học và Công nghệ Thực phẩm liên kết với Đại học Wageningen ở Hà Lan.
- Viện Khoa học Vật lý & Toán học được thành lập vào năm 2005 và cung cấp các chương trình khác nhau về Vật lý, Hóa học và Toán học. Sinh viên cũng có thể lựa chọn một số chương trình song bằng như Hóa học và Hóa học sinh học với chuyên ngành thứ hai là Khoa học và Công nghệ Thực phẩm, Công nghệ Nano hoặc Vật lý với chuyên ngành thứ hai là Toán học hoặc Kinh tế.
- Trường môi trường châu Á là một trường liên ngành mới được thành lập vào năm 2015 tập trung vào các thách thức về môi trường ở Châu Á, cung cấp các chương trình về Khoa học Trái đất, Khoa học đời sống môi trường, sinh thái và Khoa học xã hội để giải quyết các vấn đề nhức nhối về môi trường hiện nay.[38]

### Trường Kinh doanh Nanyang
Trường Kinh doanh Nanyang là trường kinh doanh lớn nhất ở Singapore với hơn 6.800 sinh viên đại học và sau đại học. Đây cũng là trường kinh doanh số 1 tại Singapore và đứng thứ 3 trong khu vực Châu Á - Thái Bình Dương theo Financial Times. Trong 13 năm liên tiếp kể từ năm 2004, chương trình đào tạo MBA (thạc sĩ quản trị kinh doanh) được xếp hạng tốt nhất theo The Economist. NBS có hơn 160 giáo sư, tiến sĩ đến từ hơn 20 quốc gia, thông thạo 30 ngôn ngữ đến từ các trường đại học danh tiếng nhất trên thế giới, điều này khiến cho NBS là một trong những trường kinh doanh có đội ngũ giảng viên tốt nhất thế giới.
NBS là trường kinh doanh duy nhất ở Singapore cung cấp bằng cử nhân Kinh doanh hoặc Kế toán danh dự (Honours) cho chương trình đào tạo 3 năm. Chương trình đào tạo song bằng Kinh doanh và Kế toán có thời gian hoàn thành từ 3,5 - 4 năm trong khi đó chương trình tích hợp cử nhân và thạc sĩ có thời gian đào tạo là 4 năm. Sinh viên trường kinh doanh Nanyang được đào tạo chuyên sâu trong 6 lĩnh vực đó là: Khoa học tính toán, Ngân hàng & Tài chính, Phân tích kinh doanh, Tư vấn nguồn nhân lực, Tiếp thị, Quản lý rủi ro và Bảo hiểm.
NBS cũng có Trung tâm Giáo dục Tài chính Ứng dụng rộng 165 mét vuông, đây là phòng thí nghiệm tài chính lớn nhất tại Singapore. Phòng thí nghiệm được trang bị 60 thiết bị đầu cuối chuyên dụng của Thomson Reuters Eikon cùng với 24 thiết bị đầu cuối Bloomberg giúp sinh viên của trường có thể truy cập tất cả các danh mục thông tin tài chính, kinh tế và kinh doanh theo thời gian thực.

### Trường Y Khoa Lee Kong Chian
Năm 2010, NTU thành lập một hội động quản trị phụ trách việc thành lập Trường Y Khoa Lee Kong Chian cùng với Học viện Hoàng Gia Luân Đôn. Trường được chính thức thành lập vào năm 2013, trước đó, trường nhận được tài trợ 400 triệu đô la Singapore, trong đó có 150 triệu đô đến từ Quỹ Lee (Lee Foundation) của Lee Kong Chian. Trường là đối tác chiến lược chính thức của Cục chăm sóc sức khoẻ Quốc Gia Singapore.

### Sau đại học
Trường Sau đại học được thành lập vào ngày 1 tháng 8 năm 2018 để phụ trách các chương trình sau đại học tại NTU. Mục tiêu chính của trường là tổ chức chương trình đào tạo liên ngành, tập trung vào các lĩnh vực thế mạnh của NTU như Kỹ thuật, Công nghệ, Môi trường, Truyền thông và Y khoa.... Nghiên cứu các ngành này trải dài trên nhiều lĩnh vực khác nhau ngoài chương trình thông thường ở đại học. IGP thúc đẩy các giáo sư từ tất cả các viện và phân viện trong NTU thực hiện nghiên cứu liên ngành và làm cố vấn cho các sinh viên Tiến sĩ.

### Các đại học thuộc quản lý của NTU
Ngoài ra, NTU còn quản lý một số viện nghiên cứu và đại học khác:
- Viện đào tạo Giáo dục Quốc gia, nằm trên khuôn viên rộng 16 ha (0,16km2) nằm ở phía Tây của vườn Vân Nam là trường đại học giáo dục hàng đầu Singapore và được phối hợp kiểm định chất lượng chặt chẽ bởi Bộ Giáo dục Singapore. Giáo viên toàn thời gian nếu muốn giảng dạy tại các trường công lập của Singapore bắt buộc phải hoàn thành khóa học để lấy bằng tốt nghiệp sau đại học tại NIE.[51]
- Viện Nghiên cứu Quốc tế S. Rajaratnam, được đặt theo tên của cựu Phó Thủ tướng kiêm Bộ trưởng Bộ Ngoại giao Singapore, cung cấp các chương trình sau đại học về quan hệ quốc tế là một đại học trực thuộc NTU. Trường có Viện Nghiên cứu Chiến lược và Quốc phòng từ lâu đã được công nhận là cơ quan uy tín về các nghiên cứu chiến lược và chống khủng bố. RSIS được xếp hạng thứ hai trong số các tổ chức tư vấn trực thuộc các trường đại học ở châu Á trong Bảng xếp hạng các tổ chức tư vấn toàn cầu năm 2011 (2011 Global Go-To Think Tank).

## Câu lạc bộ và hoạt động cộng đồng
Hiện tại có hơn 100 câu lạc bộ ở NTU điển hình như Câu lạc bộ thể thao, Câu lạc bộ câu cá, Câu lạc bộ văn hoá.....
Tất cả sinh viên năm đầu và năm hai sẽ đều có thể đăng ký ở ký túc xá và sau đó sẽ phải tham gia các hoạt động ngoại khoá như câu lạc bộ để được đảm bảo quyền ở ký túc xá vào các năm kế tiếp.

## Hợp tác
Hiện đại học Công nghệ Singapore cung cấp các chương trình đào tạo hợp tác với các trường đại học danh tiếng của Mỹ như: Viện Công nghệ Massachusetts, Đại học Stanford, Đại học Cornell, Viện Công nghệ California, Đại học Washington và các nước khác như: Đại học Bắc Kinh, Đại học Waseda, Đại học Cambridge.